# Funkland
Funkland är ett samlingsalbum med Tower of Power. Albumet gavs ut i Filippinerna 1974 och finns endast som vinylutgåva. Låtarna på albumet kommer från Tower of Powers tre första album på Warner Bros Records: Bump City, Tower of Power och Back to Oakland.

## Låtlista
Låtar där inget annat anges är skrivna av Emilio Castillo och Stephen Kupka.
1. "You're Still a Young Man" - 5:35
2. "Down to the Nightclub" (S.Kupka, E.Castillo, D.Garibaldi) - 2:43
3. "What Is Hip?" (S.Kupka, E.Castillo, D.Garibaldi) - 5:03
4. "Soul Vaccination" - 5:10
5. "So Very Hard To Go" - 3:37
6. "Don't Change Horses (In the Middle of a Stream)" (L. Williams, J. Watson) - 4:28
7. "Oakland Stroke'" (S.Kupka, E.Castillo, D.Garibaldi, Tower of Power) - 0:53
8. "Squib Cakes" (C.Thompson) - 7:49